# Феваль, Поль
Поль Анри Корентен Феваль (фр. Paul Henry Corentin Féval; 29 сентября 1816, Ренн — 7 марта 1887, Париж) — французский писатель, автор популярных приключенческих романов (так называемых романов плаща и шпаги), при жизни пользовался не меньшим успехом, чем Оноре де Бальзак и Александр Дюма.

## Биография
Из консервативно-католической семьи. В 11 лет потерял отца, воспитывался под покровительством дяди, маркиза де Карей. Изучал право, но карьера адвоката не задалась, как и служба в банке в Париже, куда он переселился в 1837 году. В столице принадлежал к консервативным кругам католиков и роялистов. Под влиянием романа Эжена Сю «Парижские тайны» написал роман «Лондонские тайны», опубликованный под псевдонимом сэр Фрэнсис Троллоп; книга снискала немедленное признание и выдержала 20 переизданий. Успешными были и его последующие романы-фельетоны, наиболее известным из которых стал «Горбун» (1857).
В период революции 1848 года и Парижской коммуны сохранял консервативные позиции. После 1876 года, когда провалилась его вторая попытка попасть в Академию, ещё теснее сблизился с католическими кругами. Страдал от гемиплегии. В последние годы, почти не покидая больницы, отошёл от литературы, умер забытым.
Сын, Поль Феваль (1860—1933), также стал писателем, автором популярных романов, в том числе предыстории и продолжения серии приключений Анри де Лагардера.

## Произведения
- 1841 : Le Club des phoques
- 1843 : Лондонские тайны (Les Mystères de Londres), рус. пер. 1845
- 1843 : Le Capitaine Spartacus
- 1843 : Королевские фанфароны (Les Chevaliers du Firmament), рус. пер. 1847
- 1843 : Le Loup Blanc
- 1844 : Жемчужный фонтан (Fontaine aux perles), рус. пер. 1848
- 1844 : Les Aventures d’un émigré
- 1845 : Les Amours de Paris
- 1846 : La Quittance de minuit
- 1846 : Сын тайны (Le Fils du diable)
- 1848 : Le Château de Croïat
- 1849 : Грешница (Une pécheresse), рус. пер. под назв. Двумужница, 1850
- 1849—1850 : Ночные красавицы (Les Belles de nuit), рус. пер. 1851
- 1850 : Волшебница Прибрежья (Fée des Grèves), рус. пер. 1851, 1852
- 1850 : Beau démon
- 1851 : Le Capitaine Simon
- 1851—1852 : Les Tribunaux secrets
- 1852 :  Les nuits de Paris
- 1855—1856 : La Louve
- 1855—1856 : L’Homme de fer
- 1856 : Madame Gil Blas ou les Mémoires d’une femme de notre temps
- 1856 : Золотые ножи (Les Couteaux d’or), рус. пер. 1865
- 1857 : Горбун / Le Bossu (экранизировали Жан Деланнуа, 1944; Андре Юнебель, 1959 (Горбун / Bossu, Le); Декур, Жан-Пьер, 1967 (К бою! / Lagardère / Les Aventures de Lagardère); Филипп де Брока, 1997, Анри Эльман, 2003 (Лагардер: Мститель в маске / Lagardère))
- 1857 : Les Compagnons du silence
- 1858 : La Fabrique des mariages, рус. пер. под назв. Свадебные спекуляции в Париже, 1860
- 1859 : Le Roi des gueux
- 1860 : Le Chevalier Tènèbre
- 1862 : Le Capitaine fantôme
- 1862 : Джон Демон /Jean Diable, рус. пер. 1863
- 1862 : Valentine de Rohan (продолжение — La louve)
- 1863 : Le Poisson d’or
- 1863—1875 : Les Habits noirs (экранизировал Рене Люко, 1967)
- 1865 : La Vampire
- 1865—1866 : La Cavalière
- 1868 : Le Cavalier Fortune
- 1869 : Le Quai de la ferraille
- 1870 : Роковое наследство / Les Compagnons du trésor
- 1873 : Le Chevalier de Keramour
- 1875 : La Ville Vampire
- 1875 : Les Cinq
- 1876 : La Première aventure de Corentin Quimper
- 1877 : Le Dernier chevalier

## Признание и наследие
Был президентом Общества литераторов (1867). Многие романы Феваля были неоднократно экранизированы. Среди прочего Феваль внёс существенный творческий вклад в поддержание вампирской тематики в литературе.
В 1984 году Обществом литераторов Франции учреждена Большая премия Поля Феваля в области популярной литературы.
Образ злодея Джона Девила вдохновил Марселя Аллена и Пьера Сувестра на создание образа Фантомаса.

## Галерея

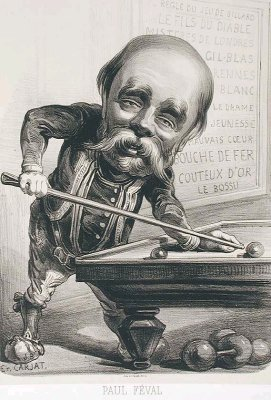
Поль Феваль. Литография Этьена Каржа (1862)
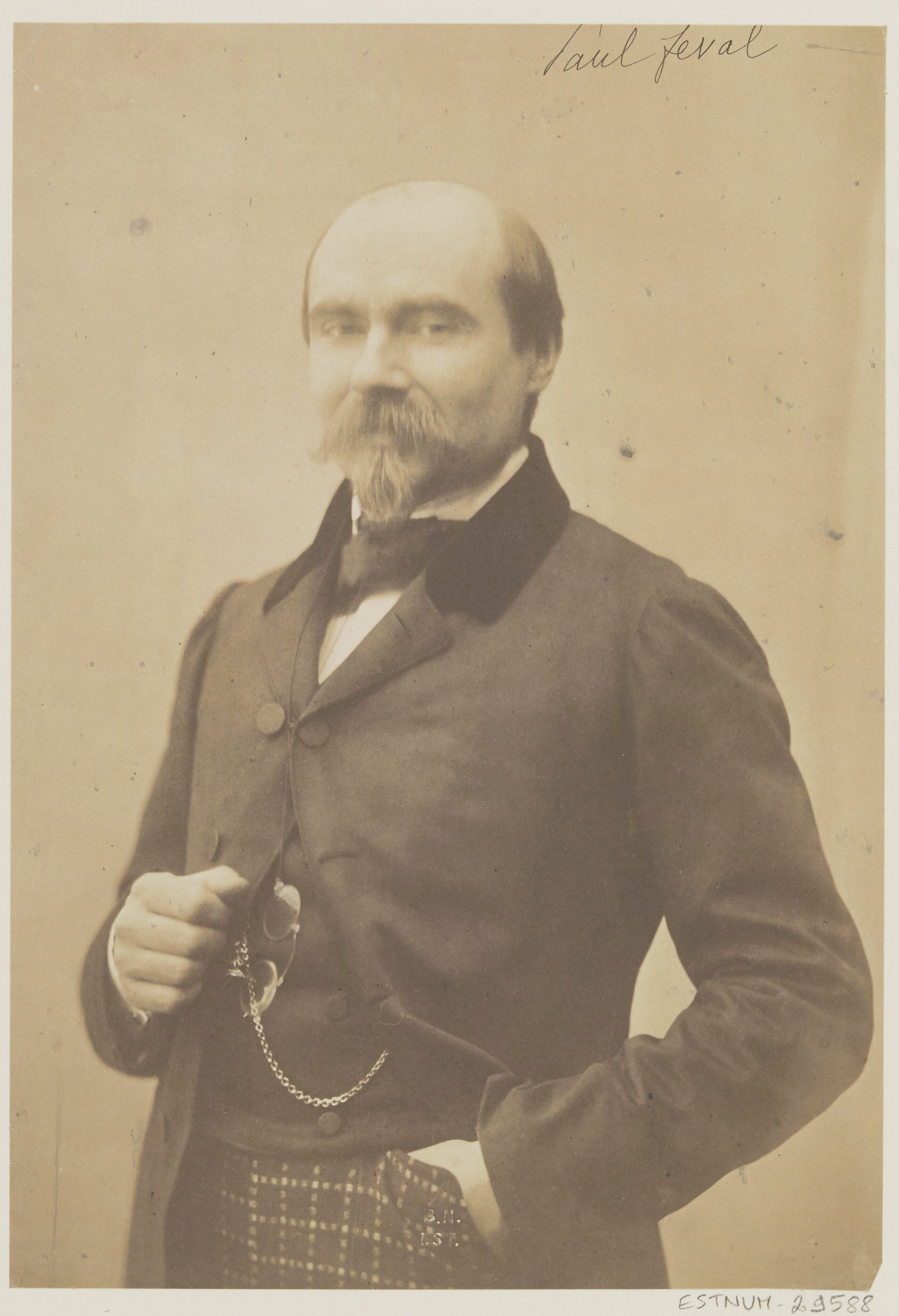
Поль Феваль. Фото из ателье Надара (до 1870)
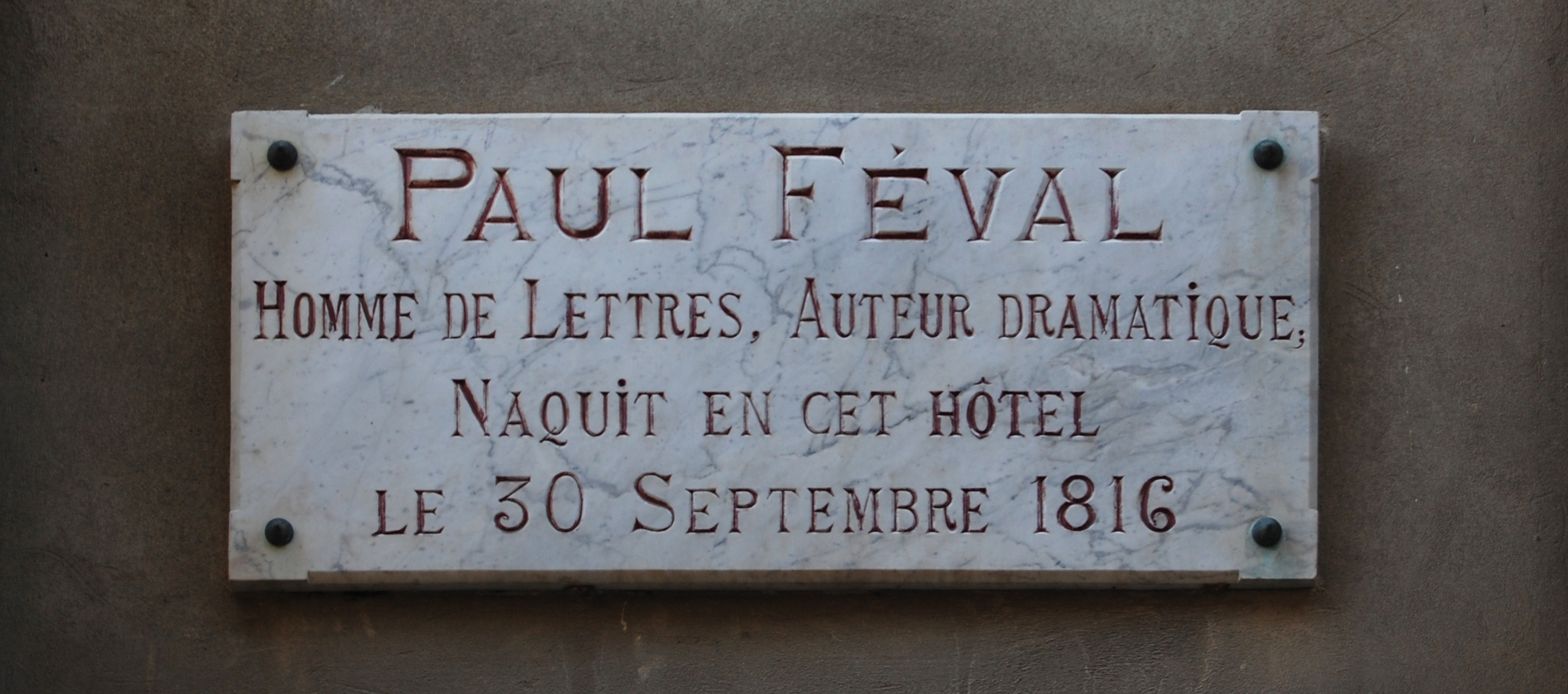
Памятная доска на стене дома, в котором родился Поль Феваль (2015)
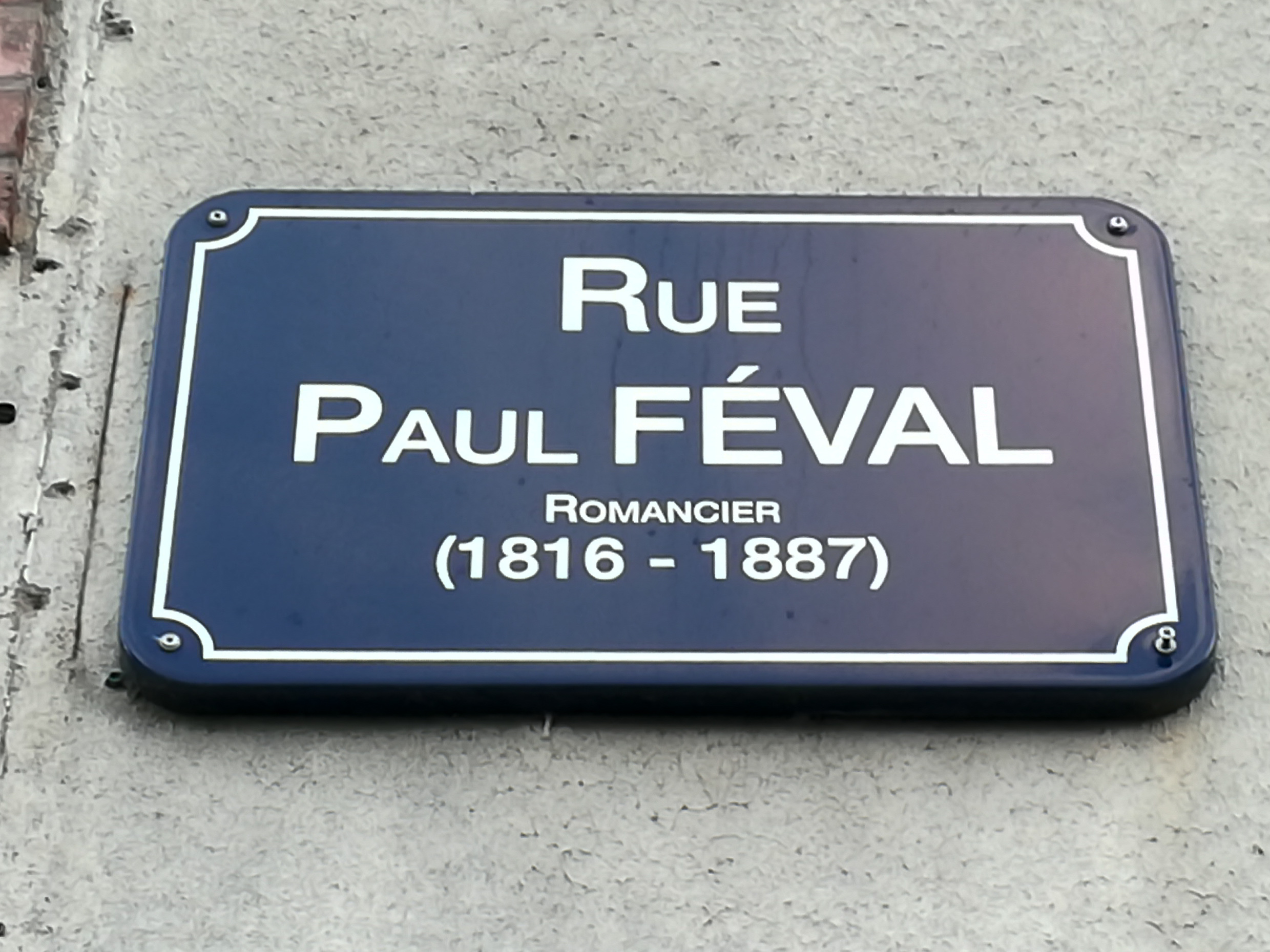
Улица Поля Феваля (Ренн)
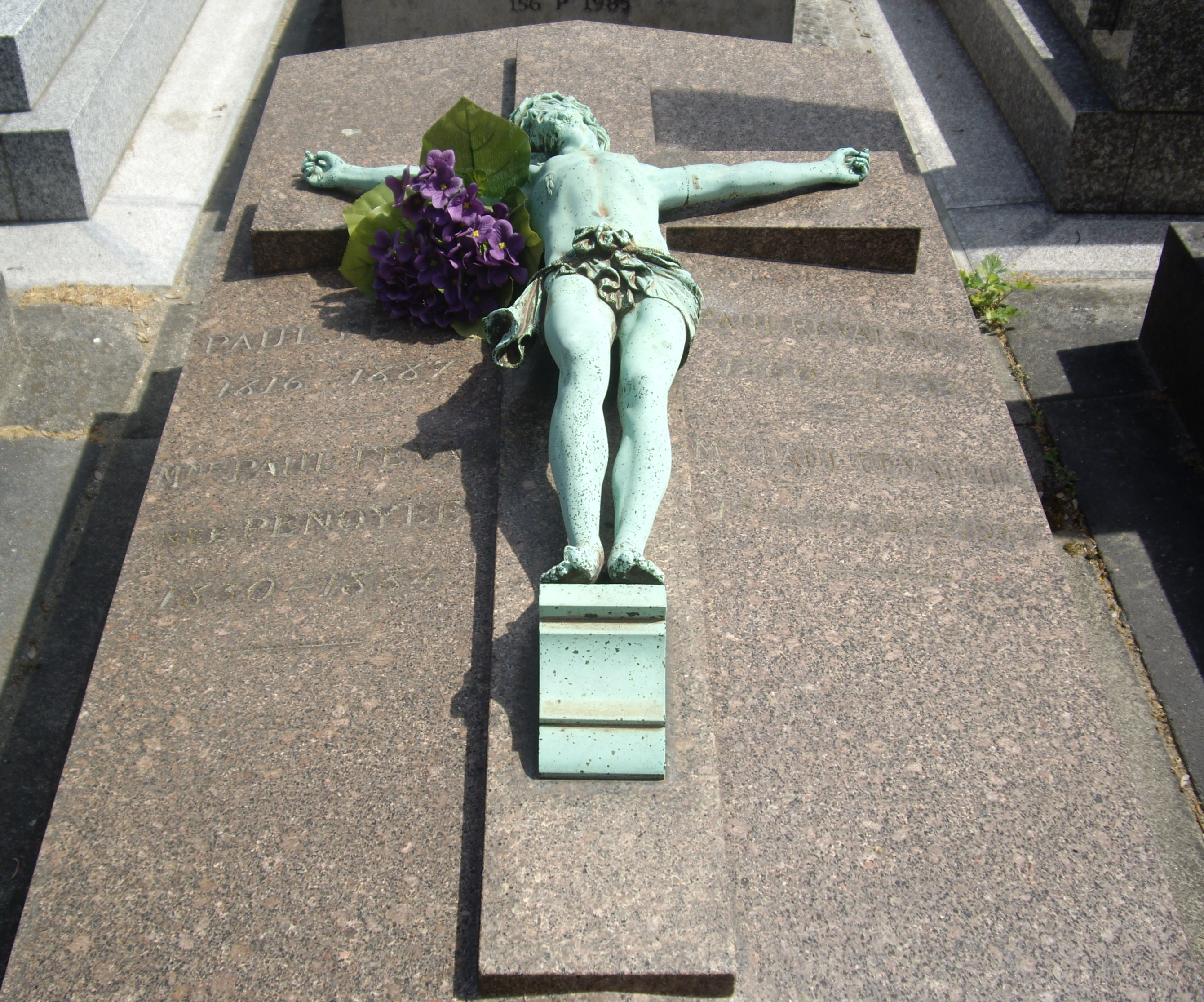
Могила Феваля и его сына на кладбище Монпарнас (2011)